# Steve Railsback
Steve Railsback (pseudônimo de Stephen Hall Railsback; 16 de novembro de 1945) é um ator norte-americano de televisão, cinema e teatro. Nascido em Dallas, Texas, ele é mais conhecido por atuar em pequenas participações como ator convidado em séries como The X-Files e Supernatural, e dirigir o filme Lifeforce.